# Lac Chaffour
Le lac Chaffour est situé dans le massif du Mercantour, à 2 621 m d'altitude, sur la commune de Saint-Étienne-de-Tinée, dans le département des Alpes-Maritimes.

## Accès
Le lac Chaffour est accessible aux randonneurs depuis le lac de Rabuons, sur le chemin menant au Pas de Rabuons.